# Frederick Windsor
Lord Frederick Windsor, née le 6 avril 1979 à Londres, au Royaume-Uni, est une personnalité britannique et membre de la famille royale britannique.

## Biographie
Frederick Michael George David Louis Windsor est né le 6 avril 1979 au St Mary's Hospital, à Paddington, dans l'ouest de Londres. Il est baptisé le 11 juillet 1979 en la chapelle royale du palais Saint James à Londres, en présence de la reine Élisabeth II.
Il est le premier enfant du prince Michael de Kent, cousin germain de la reine Élisabeth II, et de Marie-Christine von Reibnitz connue sous l’appellation princesse Michael de Kent, le couple s’est marié en 1978.
Il a une sœur cadette, Gabriella, née en 1981.
Frederick est le sixième petit-enfant du prince George de Kent et de la princesse Marina de Grèce, ainsi que l'arrière petit-fils du roi George V du Royaume-Uni.
Depuis 2025, il est 54e dans l'ordre de succession au trône britannique.

## Vie professionnelle et personnelle

### Vie personnelle
Le 14 février 2009, Lord Frederick Windsor annonce ses fiançailles avec l’actrice, Sophie Winkleman.
Ils se marient à Hampton Court le 12 septembre 2009.
Lord et Lady Frederick sont les parents de deux filles :
- Maud Elizabeth Daphne Marina Windsor, née le 15 août 2013 à Los Angeles[6].
- Isabella Alexandra May Windsor, née le 16 janvier 2016 à Londres[7].

Maud et Isabella sont 55e et 56e dans l'ordre de succession au trône britannique.

### Vie professionnelle
Journaliste de musique (notamment pour le magazine Tatler), il projetait de devenir avocat travaillant dans le droit du divertissement. En septembre 2006, selon The Times, Frederick travaille comme analyste financier agréé à la banque d'investissement JPMorgan à Londres.
En septembre 2016, il devient président de l'association caritative Soldier On !, qui invite les personnes vulnérables, défavorisées ou socialement isolées à participer à des projets d'archéologie et de patrimoine ainsi qu'à des ateliers de développement personnel.
Le 21 février 2017, Lord Frederick est intronisé dans la fraternité caritative du Grand Ordre des rats d'eau.